# Подобедов, Иван Корнилович
Иван Корнилович (Карлович) Подобедов (1799, Шклов — 29 ноября [11 декабря] 1860, Санкт-Петербург) — русский музыкант и педагог; внес заметный вклад в становление русской школы игры на виолончели.

## Биография
Родился в 1799 году в Шклове Могилевской губернии в семье крепостного музыканта Корнилы (Карла) Подобедова, игравшего в крепостном театре Семена Зорича и занимавшегося музыкой с воспитанниками Шкловского кадетского корпуса. После смерти Зорича в 1799 году и раздела его имения между наследниками корпусные музыканты перешли к брату Зорича Давиду Неранчичу, а их семьи перешли к племяннику Зорича венгерскому дворянину Арсению Черноевичу. Финансовые дела Зорича в последние годы его жизни находились в полном расстройстве, вследствие чего после его смерти над его имением была установлена опека, а кадетский корпус вместе с музыкантами был взят в казну и переведён сначала в Гродно, а затем в Москву. Большинство музыкантов при этом было превращено в прислугу. Сохранилось письмо Неранчича к Г. Р. Державину, управлявшему имением Зорича в период опекунства, с просьбой не отдавать бывших музыкантов в рекруты, но дальнейшая судьба шкловских музыкантов не известна.
В результате этих событий Иван Подобедов ещё в младенчестве вместе со старшим братом Михаилом был разлучён с отцом и перешёл по наследству к Арсению Черноевичу, который, заметив рано проявившиеся музыкальные способности братьев, распорядился обучать их игре на музыкальных инструментах: Михаила — на скрипке, а Ивана — на виолончели. В 1824 году Михаил получил вольную и переехал в Санкт-Петербург, где стал одним из лучших скрипачей придворного оркестра, но к 1835 году полностью потеряв зрение, был вынужден оставить службу и в 1837 году скончался.
В марте 1827 года вслед за старшим братом получил вольную и Иван Подобедов. Он также переехал в Санкт-Петербург и в июне 1827 года поступил музыкантом в Дирекцию императорских театров на службу, продлившуюся в течение 33 лет, почти до самой смерти Ивана Корниловича. В 1828 году Подобедов женился на Екатерине Гавриловне Шуваловой, сестре известного в то время артиста и певца Матвея Гавриловича Шувалова. В браке родились две дочери и два сына.
О высоком уровне исполнительского мастерства Подобедова к моменту его приезда в Петербург говорит тот факт, что он исполнял первые партии виолончели уже с начала своей службы в оркестре. В 1831 году он и официально получил назначение на должность 1-го виолончелиста-солиста, а в 1833 году был утверждён в этой должности «с освобождением от избрания другого рода жизни». С 1843 года играл также первым альтистом в оркестре петербургской немецкой драматической труппы.
Одновременно преподавал музыку в Санкт-Петербургском Театральном училище (1836—1849 гг.), Втором (1839—1858 гг.) и Павловском (1849—1860 гг.) кадетских корпусах. Ряд учеников Подобедова (Ф. Руссо, П. Песоцкий, В. Зайцев) в дальнейшем также играли в Императорском оркестре. У Подобедова с 12 лет начал учиться игре на скрипке и виолончели Г. П. Кондратьев.
Некоторой популярностью пользовалась танцевальная музыка, которую Подобедов сочинял для фортепиано.
Многообразие музыкальной деятельности Подобедова во многом объясняется его поисками дополнительных заработков с целью дать хорошее образование детям. И это ему удалось. В 1857 году старший из его сыновей Иван окончил юридический факультет Императорского Санкт-Петербургского университета по разряду камеральных наук, а в 1859 другой его сын Николай окончил Медико-хирургическую академию. Обе дочери Ивана Корниловича закончили театральное училище и стали достаточно известными актрисами.
С 1840 года Иван Корнилович был действительным членом, а затем и одним из директоров Санкт-Петербургского филармонического общества. В 1849 году Иван Корнилович был возведен в потомственное почётное гражданство.
В июле 1860 года из-за тяжелой болезни (рак) был вынужден оставить службу в оркестре и 29 ноября (11 декабря) 1860 года скончался. В некрологе, напечатанном в газете «Русский инвалид», говорилось:
Как человек и семьянин, он пользовался общим уважением; смерть его невознаградима для семейства, тяжела для всех знавших его, потому что, зная этого человека, нельзя было не любить его.
Подробные сведения об особенностях игры Ивана Подобедова не дошли до нашего времени, но сохранились лестные отзывы К. Кавоса, Л. Маурера и Н. Д. Дмитриева о его исполнительском мастерстве и таланте.

## Семья
Женился на Екатерине Гавриловне Шуваловой (1807—18.11.1888) — хористка петербургской оперной труппы, сестра актёра Матвея Шувалова Их дети:
- Подобедова, Надежда Ивановна (Подобедова 1-я; 1830—1893) — актриса Александринского театра
- Подобедов, Иван Иванович (1835—25.11.1907[7]) — в 1857 году кандидатом окончил юридический факультет Санкт-Петербургского университета по разряду камеральных наук[8]; с 12 апреля 1881 года — действительный статский советник, чиновник Министерства внутренних дел[9][10]
- Подобедов, Николай Иванович' (1836—12.07.1899) — военный врач; в 1859 году окончил Медико-хирургическую академию; с 12 апреля 1881 года — действительный статский советник[11], участник русско-турецкой войны 1877—1878 годов[12], старший врач Лейб-гвардии Московского полка; 24 октября 1865 года коллежский асессор Н. И. Подобедов женился на дочери купца 1-й гильдии, Анне Анисимовне Кокушкиной[13]
  - Их старший сын: Вениамин (07.10.1866[14]—1905) — военный врач, коллежский советник, участник русско-японской войны 1904—1905 гг., старший врач на броненосце «Сисой Великий», погиб в Цусимском сражении[15][16].
- Нильская, Екатерина Ивановна (Подобедова 2-я; 1839—1883) — актриса Александринского театра.

## Комментарии
1. ↑  В списках Шкловских музыкантов Подобедов указан под именем Карл. В прижизненных официальных документах отчество Ивана Подобедова указывалось то, как Карлович, то, как Корнилович (иногда Корнильевич). Например, с отчеством Карлович Иван Подобедов указывается во всех выпусках Общего штата Российской Империи с 1846 года по 1860 год. Интересно, что в прошении о возведении в потомственное почетное гражданство, поданном в 1849 году на имя императора Николая I, указаны оба отчества одновременно: в шапке прошения музыкант называет себя «Иван Карлов сын Подобедов», а перед подписью ставит: «Иван Корнилов Подобедов». Брат и сестра Ивана во всех доступных нам документах указываются с отчеством Корнилович и Корниловна соответственно. Мы не готовы дать объяснение такому наличию двух имён у шкловского музыканта.
2. ↑  В 1836 году дочь Корнилы Подобедова Анна (? — 1865) вышла замуж за музыканта Константина Лебедева. В переписке Лебедева с Конторой Императорских театров Анна названа дочерью Санкт-Петербургского мещанина. Это позволяет предположить, что в дальнейшем Корнила Подобедов получил вольную и жил в Санкт-Петербурге